# Leușeni (Telenești)
Leușeni est un village du  Raion de Telenești, en Moldavie. La population était de 1 740 habitants en 2014.

## Géographie
Le village est situé à une altitude de 103 mètre au-dessus du niveau de la mer, à  75 km de la capitale, Chișinău.

## Culture locale et patrimoine

### Monuments et lieux touristiques
- Église Saint-Michel (ro)

### Personnalités liées à la commune
- Eleonora Romanescu (ro), artiste moldave
- Gheorghe Nicolaev, historien